# فيليب أ. بريمر
فيليب أ. بريمر (بالإنجليزية: Philip A. Brimmer)‏ هو محامي وقاضي أمريكي، ولد في 15 مارس 1959 في رولينز في الولايات المتحدة.